# Frontière entre l'Ouganda et le Soudan du Sud
La frontière entre l'Ouganda et le Soudan du Sud est la frontière terrestre séparant l'Ouganda (au sud) et le Soudan du Sud (au nord). Avant l'indépendance de ce dernier, issu de sa scission avec le Soudan le 9 juillet 2011, elle constituait la frontière entre cet État et l'Ouganda.
Longue de 435 km, elle est orientée grossièrement ouest-est. Dans sa partie occidentale et centrale, les sanctuaires ougandais de rhinocéros blanc du mont Kei et de la forêt Otze sont adossées à la frontière. Dans sa partie orientale elle traverse la réserve de Kidepo (parc national Kidepo Valley côté ougandais, Kidepo Game Reserve côté sud-soudanais). Près de cette frontière se trouve le mont Zulia (2 149 m).
La frontière est traversée par le Nil Blanc, dont elle suit en partie la rive gauche à quelques kilomètres de distance. Elle suit le cours de la rivière Achwa, remontant vers le nord, à son extrémité occidentale.
C'est une frontière avec changement du sens de circulation automobile, l'Ouganda roulant à gauche, comme la majeure partie de l'Afrique du Sud-Est, tandis que le Soudan du Sud roule à droite.
Plusieurs endroits de la frontière ont été décrits à l'origine en termes vagues, ce qui a donné lieu à au moins deux zones de litige frontalier entre le Soudan du Sud et l'Ouganda. La première se situe près de la ville sud-soudanaise de Kajo Keji, et la seconde près de la ville sud-soudanaise de Pajok.